# Aneboda socken
Aneboda socken i Småland ingick i Norrvidinge härad (före 1888 en del även i Allbo härad) i Värend, ingår sedan 1971 i Växjö kommun och motsvarar från 2016 Aneboda distrikt i Kronobergs län.
Socknens areal är 58,78 kvadratkilometer, varav land 51,79. År 2000 fanns här 1 967 invånare. Tätorterna Lammhult och Björnö samt kyrkbyn Aneboda med sockenkyrkan Aneboda kyrka ligger i socknen. 

## Administrativ historik
Aneboda socken bildades någon gång före 1346 genom utbrytning ur Bergs socken.
Före 1888 tillhörde följande orter Allbo härad: Aneboda, Djupasand, Älgabäck, Sandbäcken, Ferhult, Skärshult samt Gyvik (det sistnämnda upptaget i jordeboken för Moheda).
Vid kommunreformen 1862 övergick socknens ansvar för de kyrkliga frågorna till Aneboda församling och för de borgerliga frågorna till Aneboda landskommun.  Denna senare inkorporerades 1952 i Lammhults landskommun som sedan 1971 uppgick i Växjö kommun. Församlingen uppgick 2010 i Aneboda-Asa-Bergs församling.
Fram till 8 augusti 1924 hörde en del av socknen till Jönköpings län, men den delen överfördes till Kronobergs län. 20 januari 1928 reglerades gränserna mellan Aneboda socken i Kronobergs län och Hjälmseryds socken i Jönköpings län. 1 januari 1947 överfördes Ljungsåsa och Boo jämte hela Jönköpings läns del av Lammhults stationssamhälle från Hjälmseryd i Jönköpings län till Aneboda och Kronobergs län.
1 januari 2016 inrättades distriktet Aneboda, med samma omfattning som församlingen hade 1999/2000.  
Socknen har tillhört samma fögderier och domsagor som Norrvidinge härad. De indelta soldaterna tillhörde Kronobergs regemente, Norrvidinge kompani, Smålands grenadjärkår, Sunnerbo kompani och Smålands husarregemente, Växjö kompani.

## Geografi
Aneboda socken ligger mellan Stråken och Allgunnen. Socknen är en kuperad skogsbygd, rik på mossar och småsjöar.

## Fornminnen
Hällkistor återfinns vid Lammhult och Aneboda, liksom några rösen och ett järnåldersgravfält vid Sandbäcken. Vid Eskås finns en offerkälla.

## Namnet
Namnet (1346 Anabodhum), taget från kyrkbyn, innehåller förledet mansnamnet Ane och efterledet plural av bod.